# Norhafiz Zamani Misbah
Norhafiz Zamani Misbah (Malaca, Malasia, 15 de julio de 1981) es un exfutbolista de Malasia que jugaba en la posición de defensa central. Actualmente es entrenador asistente de la Mokhtar Dahari Academy.

## Carrera

### Club
| Periodo   | Club               | Apariciones | Goles |
| --------- | ------------------ | ----------- | ----- |
| 2000–2004 | Negeri Sembilan FA | 42          | 5     |
| 2005–2008 | Pahang FA          | 55          | 7     |
| 2009–2010 | PLUS FC            | 39          | 2     |
| 2011–2014 | Negeri Sembilan FA | 48          | 1     |
| 2015–2017 | Kelantan FA        | 46          | 0     |
| 2018      | Penang FA          | 19          | 0     |
| 2019–2020 | Negeri Sembilan FA | 5           | 0     |

### Selección nacional
Jugó para Malasia en 66 ocasiones de 2001 a 2012 y anotó dos goles; participó en la Copa Asiática 2007 y en tres ediciones de los Juegos Asiáticos.

## Logros

### Club
- Malaysia FA Cup: 2003, 2006
- Malaysia Cup: 2011
- Charity Cup: 2012

### Individual
- Mejor defensa malayo: 2011

## Estadísticas

### Goles con selección nacional
| #  | Fecha      | Sede                  | Rival     | Resultado | Torneo                                   |
| -- | ---------- | --------------------- | --------- | --------- | ---------------------------------------- |
| 1. | 12-10-2003 | Kuala Lumpur, Malasia | Baréin    | 2–2       | Clasificación para la Copa Asiática 2004 |
| 2. | 24-3-2007  | Colombo, Sri Lanka    | Sri Lanka | 4-1       | Amistoso                                 |